# 彭衙之战
彭衙之战，春秋时期晋国和秦国争霸战中的一次战役。公元前625年（周襄王二十七年、鲁文公二年、晋襄公三年、秦穆公三十五年），晋军在彭衙（今陕西省白水县东北）击破秦军。
前627年，孟明视率领的秦军在殽之战被晋军全歼。前625年春，秦穆公为雪殽之战失败之耻，打通东进中原之路，再次命孟明视再次伐晋。晋襄公率兵迎战，两军相遇在与秦国的彭衙。晋国狼瞫率部下冲入秦军阵地，晋军主力发起攻击，大败秦军。同年冬，晋军由先且居率领，又联合宋国、陈国、郑国讨伐秦国，夺取秦国的彭衙和汪（今陕西省澄城县西）后撤兵。